# 階梯海螄螺
階梯海螄螺（学名：Epitonium fasciatum）为海螄螺科海螄螺屬下的一个种。